# 1960 dans les chemins de fer
Chronologie des chemins de fer
1959 dans les chemins de fer - 1960 - 1961 dans les chemins de fer

## Événements
- Angleterre : en mars, la dernière nouvelle locomotive à vapeur est fabriquée à Swindon, avec le numéro 92220, et donnée le nom Evening Star (Étoile du soir).
- France : le 30 avril, dernier jour de circulation du tramway de Strasbourg.